# Barwnica (zwyczajna)
Barwnica (zwyczajna) (Eclectus roratus) – gatunek średniej wielkości ptaka z rodziny papug wschodnich (Psittaculidae). Zamieszkuje Moluki. Nie jest zagrożony wyginięciem.
Towarzyski. Z powodu odmiennego ubarwienia, zielone samce i czerwono-niebieskie samice były kiedyś traktowane jako dwa odrębne gatunki.

## Morfologia
Długość ciała wynosi 35–42 cm, zaś masa ciała 350–600 gramów. Pozostałe wymiary dla samca: skrzydło 26,4–28,4 cm, dziób 4,3–4,6 cm, zaś ogon 14,9 do 16 cm. Wyraźny dymorfizm płciowy – samiec ma zielone upierzenie, z czerwoną plamą na boku i niebieskim obramowaniem skrzydeł. Samica jest szkarłatna, z szafirowym brzuchem oraz karkiem. Dodatkowo, u samca górna szczęka jest czerwonawo-pomarańczowa, zaś dolna czarna; u samicy dziób całkowicie czarny z pomarańczową plamką z boku u nasady górnej szczęki.

## Zasięg występowania
Zasiedla według podgatunku:
- E. r. vosmaeri (Rothschild, 1922) – północne i centralne Moluki
- E. r. roratus (Statius Müller, 1776) – południowe Moluki
- E. r. westermani † (Bonaparte, 1850) – wymarł; dokładne pochodzenie nieznane, rejon Morza Banda; możliwe, że takson ten był hybrydą

Na podstawie badań molekularnych wyodrębniono 3 odrębne gatunki będące wcześniej podgatunkami barwnicy zwyczajnej: E. cornelia (barwnica sundajska), E. riedeli (barwnica tanimbarska) i E. polychloros (barwnica papuaska).

## Pożywienie
Żywi się nasionami, owocami, orzechami, kwiatami i liśćmi.

## Lęgi

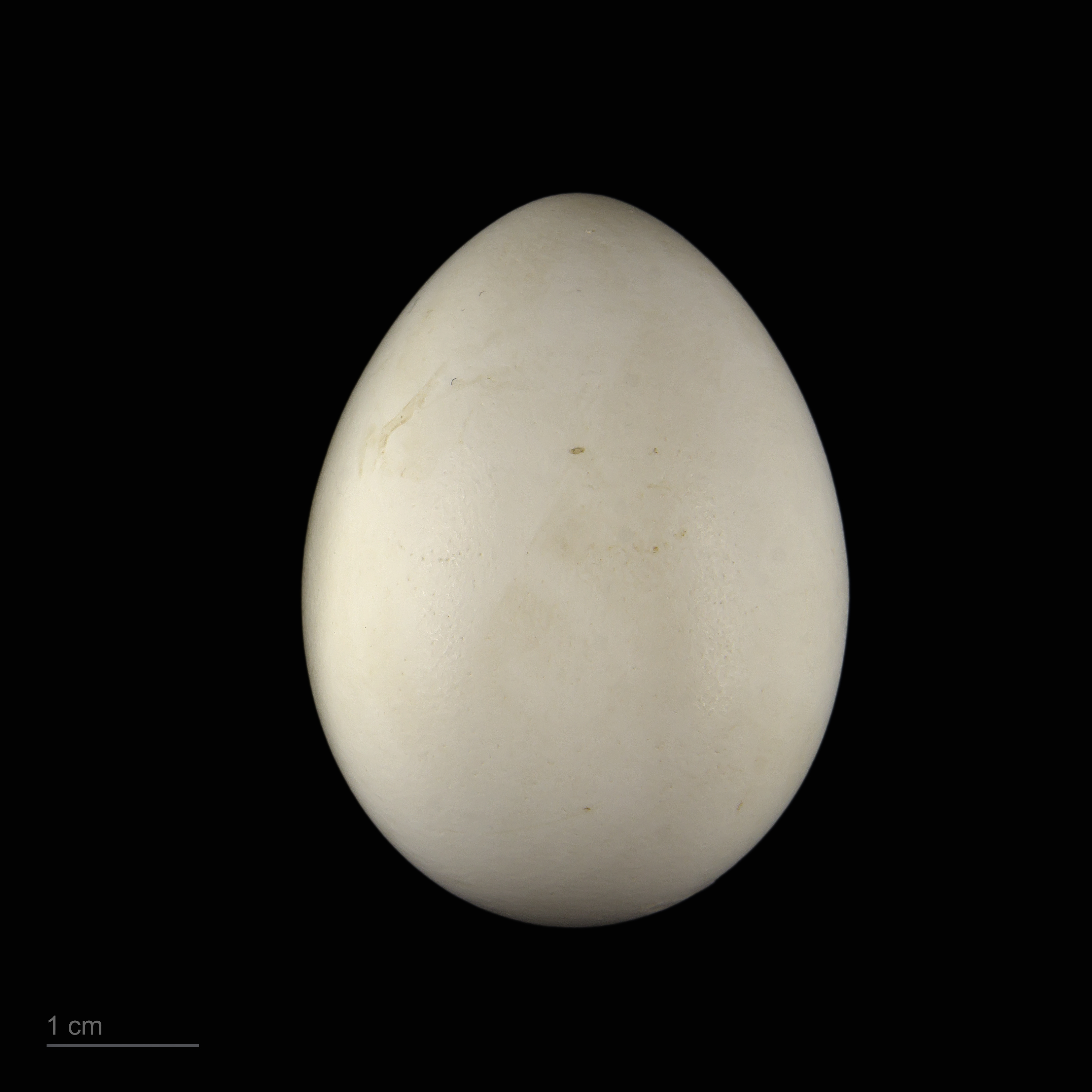
Jajo z kolekcji muzealnej

Gniazdo mieści się w dziupli o głębokości 50–600 cm na skraju lasu. Wyściółkę stanowią wióry drzewne. Jaja w liczbie dwóch wysiaduje samica przez 26 dni. Młode pozostają w gnieździe 11–12 tygodni po wykluciu. Oba ptaki z pary zajmują się opieką nad nimi.

## Status zagrożenia i ochrona
W Czerwonej księdze gatunków zagrożonych IUCN barwnica zwyczajna klasyfikowana jest jako gatunek najmniejszej troski (LC – least concern). Liczebność populacji szacowana jest na 7300–51 000 dorosłych osobników. Trend liczebności populacji oceniany jest jako spadkowy.
Gatunek ten jest ujęty w II załączniku konwencji waszyngtońskiej (CITES).